# Стратин
Стра́тин  (стара назва — Стрятин) — село в Україні, у Рогатинській міській громаді Івано-Франківського району Івано-Франківської області. Колишнє містечко. Герб Стратина — відміна гербу Корчак.

## Історія
Згадується 8 листопада 1445 року в книгах галицького суду.
Перша писемна згадка про село датується 1464 р.: 
шляхтич Васько Балабан зі Стратина згаданий 4 червня 1464 у записках Актів галицьких.
На межі XVI—XVII століть тут розташовувалась знаменита Стрятинська друкарня, котра діяла під керівництвом Федора Балабана — небожа львівського єпископа Гедеона. У 1610—1640 рр. Олександром Балабаном тут збудовано фортецю, ринкову площу, ратушу, культові споруди.
Дідичем Стратина був зокрема, Ґабріель Сільніцький. На його прохання 13 жовтня 1671 р. поселення отримало від короля право на ярмарок і торги, також магдебурзьке право, стало містом. У XIX - поч. ХХ ст. власниками Стратина була родина графів Красицьких.
До 1914 р. у місті існувала Стратинська ратуша — будівля, в приміщеннях якої засідав орган місцевого самоврядування. З часом через віддаленість від великих міст і головних доріг Стратин занепадає. У 1921 р. в ньому проживало 373 особи.
У 1870-х рр. львівський краєзнавець Антоній Шнайдер склав для містечка Стратина проєкт герба з зображенням родового знаку колишніх власників міста — Балабанів: на червоному тлі три срібні геральдичні бруски («вруби»). Проєкт не було затверджено офіційно, і в діловодстві Стратина до 1918 р. перебували «написові» (без геральдичних зображень) печатки.
1 жовтня 1932 р. було ліквідовано сільські гміни Стратин-місто і Стратин-село Рогатинського повіту Станіславського воєводства, а з їх території утворена сільська гміна Стратин того ж повіту і воєводства.
Попри втрату статусу міста, Стратин чітко поділявся на місто і село. У 1939 році в «місті» проживало 460 мешканців (310 українців і 150 євреїв), у «селі» проживало 1820 мешканців (1710 українців-грекокатоликів, 90 українців-римокатоликів і 20 євреїв).
12 червня 2020 року, відповідно до Розпорядження Кабінету Міністрів України  № 714-р «Про визначення адміністративних центрів та затвердження територій територіальних громад Івано-Франківської області», увійшло до складу Рогатинської міської громади.
19 липня 2020 року, в результаті адміністративно-територіальної реформи та ліквідації Рогатинського району, село увійшло до складу новоутвореного Івано-Франківського району.

## Відомі люди

### Народилися
- український греко-католицький священик, письменник та громадсько-освітній діяч Андрій Мельник
- український літературознавець, педагог Теоктист Пачовський
- піаністка і педагогиня Ростислава Білинська
- Семен Гусар (*)25.05.1888-(+)03.05.1963   Учасник боїв за Волю України.

### Перебували, проживали
- Гедеон Балабан — власник маєтку у містечку, засновник Стрятинської друкарні.
- Памво Беринда — діяч української та білоруської культури, православний монах
- Федір (Теодор) Балабан — власник двору в містечку[10]